# Вєжиця
Вєжиця (пол. Wierzyca) — річка в Польщі, ліва притока нижньої Вісли. Довжина річки становить близько 151 км. Площа — 1600 км². Річка тече у на південно-східному напрямку і впадає у Віслу біля міста Гнев. 
Вперше назва цієї річки згадується як Verissa, де «ver» — вологість, а «issa» — суфікс характерний для мови венеційців, які прийшли на ці землі у II столітті до Р.Х. Під такою назвою Вержица вперше зустрічається в документах XII століття
По річці збудовано декілька електростанцій.

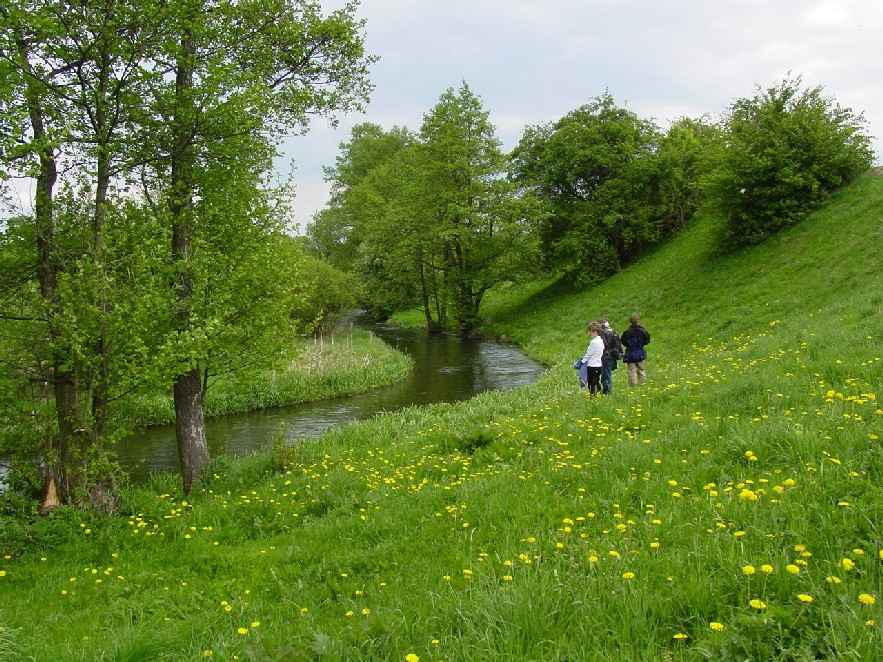
Вєжиця біля замку Кішевського

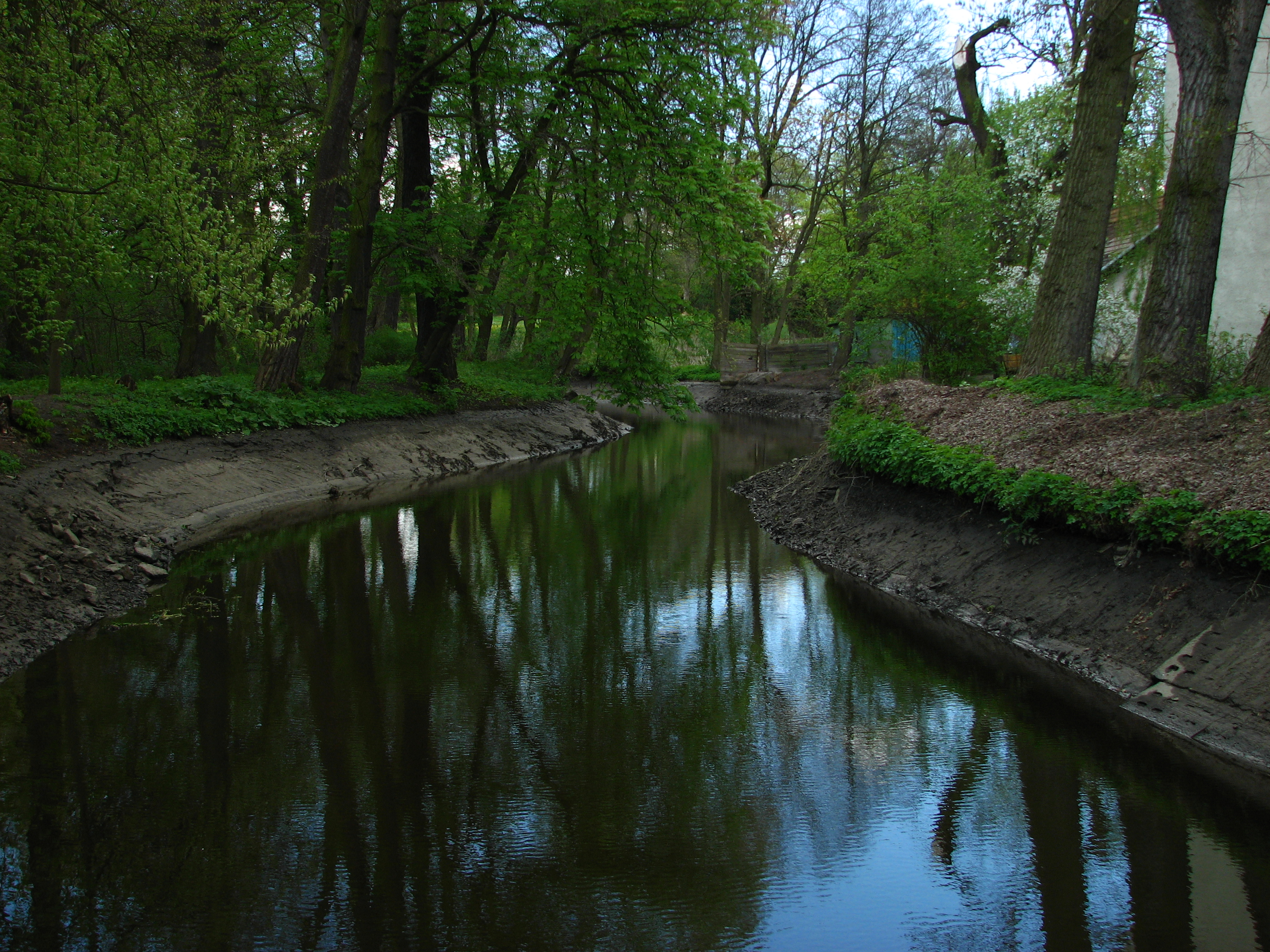
Вєжиця біля м. Пельплін

## Озеро на річці Вєжиця
- Ґрабовське
- Вєржиско
- Жаганє